# Metadubbelverhoogde dodecaëder
Een metadubbelverhoogde dodecaëder is in de meetkunde het johnsonlichaam J60. Deze ruimtelijke figuur kan worden geconstrueerd door twee vijfhoekige piramides J2 met hun grondvlakken op twee vijfhoekige zijvlakken van een regelmatig twaalfvlak te plaatsen, die niet tegenover en niet naast elkaar liggen.
Een verhoogde dodecaëder J58, een paradubbelverhoogde dodecaëder J59 en een drievoudig verhoogde dodecaëder J61 worden ook geconstrueerd door vijfhoekige piramides tegen de zijvlakken van een regelmatig twaalfvlak te plaatsen, achtereenvolgens een, twee en drie piramides, maar nooit tegen naast elkaar liggende zijvlakken van het twaalfvlak aan. De zijvlakken van een regelmatig twaalfvlak zijn alle 12 een regelmatige vijfhoek.
- (en)  MathWorld. Metabiaugmented Dodecahedron